# صورة عملياتية عامة
```
 
الصورة العملياتية العامة
 (بالإنجليزية: common operational picture 
COP
) هو عرض واحد متطابق للمعلومات (الخاصة بالعمليات) ذات الصلة (مثل، وضع القوات الخاصة بنا وقوات العدو، ووضع وحالة البنية التحتية المهمة، مثل الجسور والطرق وغيرها) تتم مشاركتها من خلال أكثر من أمر. وتسهل 
الصورة العملياتية العامة
 التخطيط التعاوني وتساعد جميع 
القادة
 على 
 تقدير الحالة العسكرية
.
[
1
]
```

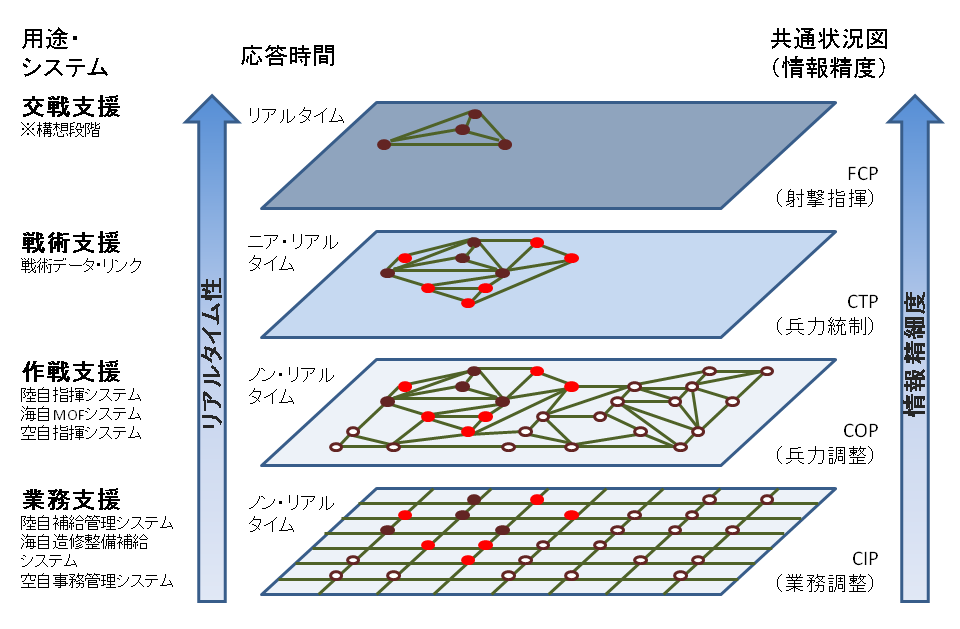

وغالبًا ما تكون مقرات القيادة مسؤولة عن ضمان تقديم المعلومات المناسبة إلى القائد، حتى يتمكن من اتخاذ أنسب قرارات القيادة. وتكون المقار مجهزة عادة بخرائط عليها رموز لإظهار مواقع القوات الصديقة والعدو وغيرها من المعلومات ذات الصلة. وفي الفنون العسكرية الحديثة، يتم إعداد الصورة العملياتية العامة إلكترونيًا بواسطة نظام قيادة المعارك من خلال القيادة والتحكم (مثل نظام قيادة معركة الجيش).

## كتابات أخرى
- Department of the US Army Headquarters Field Manual 3-0 (FM 3-0), Operations, (2008)  نسخة محفوظة 13 فبراير 2009 على موقع واي باك مشين.
- FDSE's COP Page